# My Girl (嵐單曲)
《My Girl》是嵐的第28枚單曲。於2009年11月11日發行。唱片公司為J Storm。

## 解說
- 與前作《Everything》相距約4個月。作為2009年第4張的單曲，接續去年，1年內發表4張單曲。
- 與前作一樣，分初回限定盤、通常盤2種形態發售。每種版本除收入「My Girl」、「發條鐘的傘」2曲外，初回限定盤附贈「My Girl」的PV及幕後製作花絮，通常盤再加上c/w曲「Super Fresh」及3曲的Original Karaoke一共6曲。
- 主打歌是成員相葉雅紀主演、朝日電視台週五深夜劇場《我的乖乖女 ~My Girl~》的主題曲。以嵐名義[1]接手朝日台的連續劇主題歌的，是自「眼中的銀河」以來。
- c/w曲「發條鐘的傘」是成員大野智擔任主角的富士電視台劇集《0號室的客人（日语：0号室の客）》的主題曲。上一次演唱富士台的劇集主題曲已是「朝著明天吶喊」即10年前的事了。而曲中亦包含成員櫻井翔的Rap，於c/w而言是自「Still...」以來。这首歌自随「My Girl」发行后一直没有现场演出，直到2012年12月26日发行的《ARASHI AraFes NATIONAL STADIUM 2012》演唱会DVD中，才收录了该曲在2012年9月霞丘陆上竞技场的现场表演。
- 「My Girl」的PV中，嵐五子飾演舞駕[2]家的五兄弟。角色分別是大野為一郎、櫻井為二郎、相葉為三郎、二宮為四郎及松本為五郎。故事講述五兄弟原本準備搬家，他們收拾東西時在家中找出各自不同小時候的東西。而三郎在執拾期間找到一本舊相簿，尾頁夾著已過世媽媽花子過去寫的信，他把這封信交給其他兄弟，最後五兄弟決定不搬家，與過世的媽媽繼續一起居住，故事極具溫情。順帶一提，MV 中母親的樣子是由5位成員面部各一個部分所合成的。
- 初回限定盤附有全16頁的歌詞本。

### 主要紀錄
- 於2009年11月23日截止的日本公信榜單曲週榜取得冠軍，是自「PIKA★★NCHI DOUBLE」以來連續第17張、合共第24張冠軍作品。
- 根據公信榜，預售日即2009年11月10日截止的單曲榜上，本作品的預售銷量比前作高出約4萬張。隨後，與預售日同樣順利的推移之上，最終首週銷量突破40萬張。僅以首週銷量就超越前作的累積銷量，位列當時2009年度全年單曲銷量榜暫定第4位。本作品又作為2009年發售單曲首週銷量第3高的單曲，與組合自己的「Believe/烏雲散去、天氣晴」、「明日的記憶/Crazy Moon～妳·是·無敵的～」、「Everything」共同獨佔首週銷量榜前4名。
- 獲得2009年11月度公信榜月間單曲銷量榜冠軍，是自「Happiness」以來連續第9作、合共第10張月冠軍作品。
- 獲得日本唱片協會認定為2009年11月度、組合自身第7張雙白金作品。
- 於2009年12月7日截止的週榜上紀錄得約2萬張的銷量，累積銷量50萬張，當時與「Believe/烏雲散去、天氣晴」、「明日的記憶/Crazy Moon～妳·是·無敵的～」一同獨佔暫定年度單曲銷量榜前3名。另外，累積銷量突破50萬張。
- 2009年度日本公信榜全年單曲銷量榜第3名。

## 收錄曲

### 通常版
1. My Girl（マイガール）
作詞：Wonderland
作曲：多田慎也
編曲：Naoki-T
朝日電視台系劇集《我的乖乖女 ~My Girl~》主題曲
2. 發條鐘的傘
作詞：Sean-D
Rap詞：櫻井翔
作曲：Fredrik Hult、Robin Fredriksson、Mattias Larsson
編曲：Hisashi Nawata、Fredrik Hult、Robin Fredriksson、Mattias Larsson
富士電視台系劇集0號室的客人主題曲
3. Super Fresh（スーパーフレッシュ）
作詞：Shigeo、Shun
作曲、編曲：Shigeo
4. My Girl（Original Karaoke）
5. 發條鐘的傘（Original Karaoke）
6. Super Fresh（Original Karaoke）

### 初回限定版

#### CD
1. My Girl
2. 發條鐘的傘

#### DVD
1. My Girl（PV+製作花絮）

## 附註
1. ↑  「烏雲散去、天氣晴」也是嵐發行的朝日劇集的主題曲，然而並非以「嵐」而是以「矢野健太 starring Ohno Satoshi」的名義發行的。
2. ↑  「舞駕」的日語讀音為，與曲題的前半部分同音。「舞駕」出現於門牌上，然而PV中的地圖上寫的卻是與「舞駕」同音的「舞賀」。